# بتکوو (استان اوپوله)
بتکوو (به لهستانی: Bytków) یک منطقهٔ مسکونی در لهستان است که در گمینا رنگسکا ویش واقع شده‌است.